# Elastogenèse
L’élastogenèse est une théorie inventée et nommée ainsi par Richard Texier.
Composante active de l’imaginaire, cette théorie de la souplesse est élaborée comme un outil littéraire et artistique. Pourtant, l’élastogenèse élargit rapidement son espace opérationnel pour s’étendre au monde scientifique.

## Définitions de l'élastogenèse

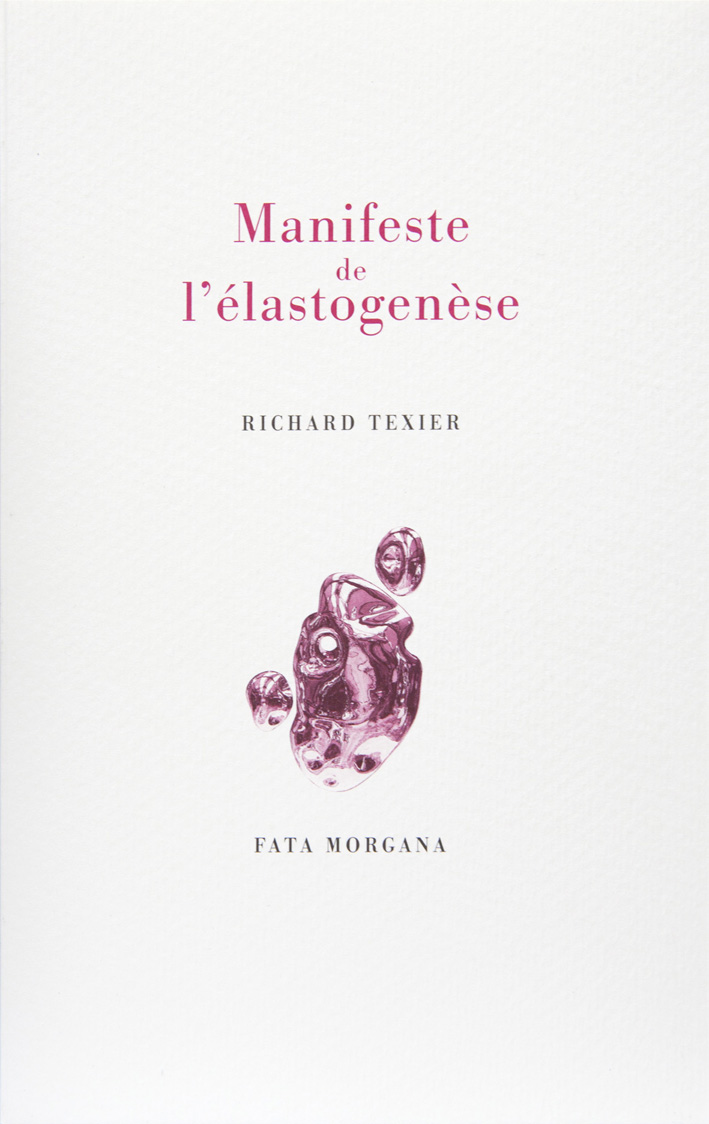
Couverture de livre du Manifeste de l'élastogenèse

Depuis 2014, dans des interviews ou des publications, l’artiste donne des éléments de définition.
L’élastogenèse est une plasturgie des rêves, une composante du désir qui articule le monde, un éloge du mou. L’intuition de l’élastogenèse s’impose à Richard Texier par un constat, la métamorphose des états de la matière favorise l’hybridation des formes.
Ces principes structurent son travail depuis le début de son aventure artistique. L’observation de la nature, de l’eau nourrit cette intuition et inspire une définition de cette force qui est aussi une attitude mentale.
Au fil du temps, cette genèse de la mémoire de forme et de l’élasticité des possibles constitue l’élastogenèse et affirme son champ lexical autour des idées de mutationet de plasticité.
La singularité élastogénique, ainsi que son efficience dans les disciplines artistiques et scientifiques, est décrite dans un texte, le Manifeste de l’élastogenèse.
Dans ce livre, l’auteur propose pour la première fois une définition de l’élastogenèse :
«  Elastogenèse, n. f.

1.Force onctueuse et intuitive, composante majeure de l’Univers, au même titre que les notions de Masse ou d’Énergie. Cette force vit au cœur de la matière et y déploie son influence équilibrante.
2.Méthode de résolution, par enlacement, des enkystements du réel.

3.ENCYCL. L’élastogenèse est tout à la fois une technique d’infiltration, d’analyse instinctive, une attitude mentale, un principe d’élargissement, un ferment à mémoire de forme, un mode de pensée magique. »
— Richard Texier, Manifeste de l'élastogenèse, 2018, page 30

### Manifeste de l’élastogenèse
Il se présente sous la forme d’un écrit de 88 pages, publié en juin 2018 par les Editions Fata Morgana.
Dans son catalogue général, l’éditeur Fata Morgana présente l’ouvrage en l’accompagnant d’une citation du livre :
« La Nature est prudente. Elle s’applique à cacher ses méthodes sous la splendeur de ses productions. L’émerveillement, la beauté, la diversité des formes qu’elle invente, sont en réalité des stratégies de dissimulation. L’art, par mimétisme, procède de même. Il surprend, choque, éblouit, capte l’attention pour imposer souterrainement ses vues, établir ses thèses les plus radicales, ses modèles les plus rafﬁnés. Dans le passé, Ingres, que les surréalistes adoraient, déformait les silhouettes des personnages qu’il peignait. Il ajoutait des vertèbres au dos de ses odalisques, dilatait les corps alanguis et les chairs voluptueuses.

Pourtant ces mensonges anatomiques disaient la vérité élastogénique du monde. »
La présentation de l’ouvrage se poursuit par un avertissement de l’éditeur :
« Ce jour est historique: il vient vous annoncer l’avènement de l’élastogenèse dont le Manifeste précise la nature. »
— Fata Morgana, 2018
En 2023 la revue d'art contemporain ArtPress lui consacre un cahier supplémentaire "Le manifeste de l'élastogenèse", avec des textes de Vincent Cespedes, Jean-François Clervoy, Joffrine Donnadieu, Bruno Dubois, Mourad Merzouki, Catherine Millet, Olga Paris-Romaskevich, Richard Texier, Jean-Philippe Uzan et Juliette Vallejo (Artpress, deuxième cahier du n°514, ISSN 0245-5676).
Ce corpus de texte entend explorer et développer de différents points de vue - mathématique, neurologique, philosophique, chorégraphique, astrophysique, littéraire - la théorie de l'élastogenèse.

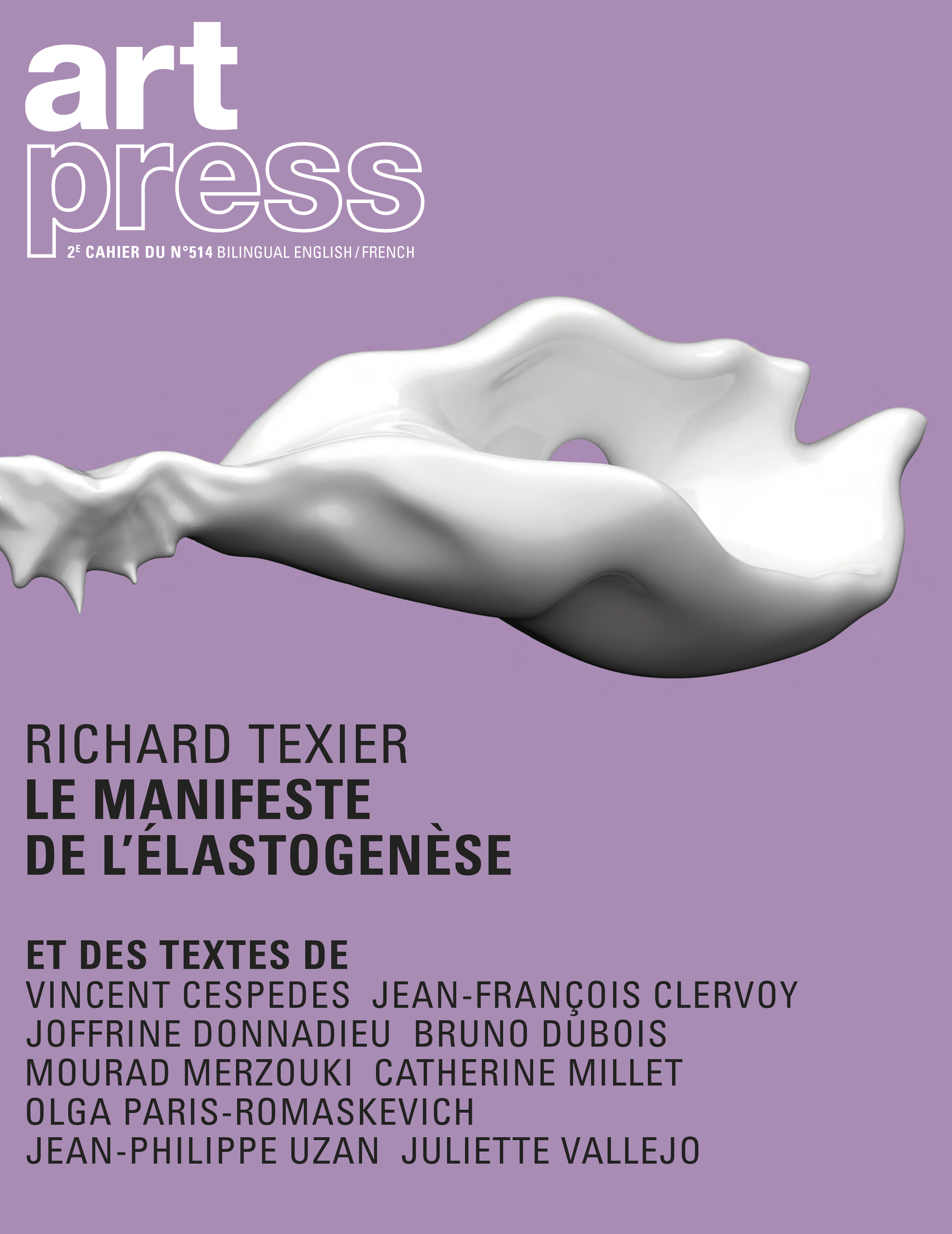

« A la différence de tous les autres manifestes écrits par des artistes ou des écrivains, celui-ci ne prône ni le dogme d'une nouvelle esthétique, ni une morale de la création, mais il en éclaire l'impulsion initiale, l'ancrage universel. Son auteur y formule ce que beaucoup avaient approché au fond d'eux-mêmes, ou découvert dans la nature sans le nommer, ou qu'ils pratiquaient de façon empirique. »
— Catherine Millet, Artpress n°514, 2023

## Œuvres du corpus élastogénique
Des séries d’œuvres ont été inspirées par le concept d'élastogenèse et en illustrent la nature. Ces sculptures, peintures, environnements ou images de synthèse sont destinés à déployer le concept d’élastogénie, à en explorer le pouvoir visuel.

### Peintures Elastogenèse
« Tout récemment j'ai peint une quarantaine de petites œuvres, sur des relevés de cartes lunaires […] Cette série explore l’élasticité de l'imaginaire, ces vides des premiers temps de l'esprit et du cosmos, où tout est vrai puisque le monde s'invente. Je l'ai baptisée Elastogenèse. »
— Richard Texier, citation de Nager, 2015

### Peintures Chaosmos
C'est en 2009 que Richard Texier inaugure une singulière série de tableaux intitulée Chaosmos, laquelle compte aujourd'hui une centaine de pièces, série sur laquelle il continue d’œuvrer en parallèle avec celle, plus récente, du Pantheo-Vortex.

Il décrit ainsi sa série de peinture Chaosmos et la relie directement à cette théorie de la création en invoquant les notions de cosmos mais surtout d'expansion, propriété intrinsèque à la plasticité de l'élastogenèse : 
« […]ce monde en expansion que j'appelle le chaosmos. Le cosmos lui-même est en expansion. L'imaginaire d'un être est un petit cosmos. Il est en expansion également [...] »
— Carnet Nomade, France Culture, 2015, 18 min 16 s

### Elastochain
Elastochain est le nom de la première œuvre d’art adossée à une chaîne de blocs.
Elle se présente sous la forme d’un protocole informatique ayant la volonté d'unir création artistique et technologie et se compose de 11 millions de tokens. Chacun des tokens est crypté avec l'intégralité du concept artistique de l'élastogenèse développé par l'artiste. C'est un prolongement virtuel de l'élastogenèse qui entend greffer des intentions purement artistiques à ce système informatique pour la première fois depuis l'invention d'une blockchain publique.
Cette création numérique (cryptée le vendredi 28 septembre 2018 à 1H07, block 641.17.52) utilise le protocole d’échange décentralisé Ethereum qui permet de faire tourner des programmes intelligents autonomes.

### Pantheo-Vortex
Le Pantheo-Vortex est une stratégie de création pour aborder le mystère et la dimension magique de l'existence.
Pour définir le Pantheo-Vortex la galeriste Barbara Polla fait plus clairement le lien entre la série Pantheo-Vortex et l'élastogenèse en rapprochant la mécanique des fluides et la théorie de la création :
« Les Pantheo-Vortex, font référence au mot de vortex. J'ai beaucoup travaillé en laboratoire, je sais que le vortex c'est ce qui permet de mélanger. Ce qui permet à partir de 2 substances d'en créer une troisième. »
— Barbara Polla, Artvisions TV, 2014, 2 min 38 s

### Musique
En 2019, le philosophe et compositeur Vincent Cespedes, ami de Richard Texier, a nommé un morceau « Elastogenesis » dans son album piano Red Cells.